# Пам'ятник Вернадському (Київ)
Па́м'ятник Володи́миру Верна́дському у Києві — монумент на честь видатного українського вченого, першого президента Академії наук Володимира Івановича Вернадського. Відкритий з нагоди 1500-річчя Києва і 118-ї річниці з дня народження академіка 12 березня 1981 року в місці сполучення Берестейського проспекту й названого його іменем бульвару.
Автори — скульптор Олександр Скобліков, архітектор Анатолій Ігнащенко.

## Опис
Постать Вернадського виконана з монолітної брили червоного граніту: вчений сидить у кріслі й тримає в лівій руці уламок мінералу; його погляд зосереджений. Скульптура встановлена на кубічному п'єдесталі та невисокому стилобаті. 
Висота скульптури становить 4,5 м, п'єдесталу — 2,0 м, стилобату — 0,4 м.